# Jégborjadzás

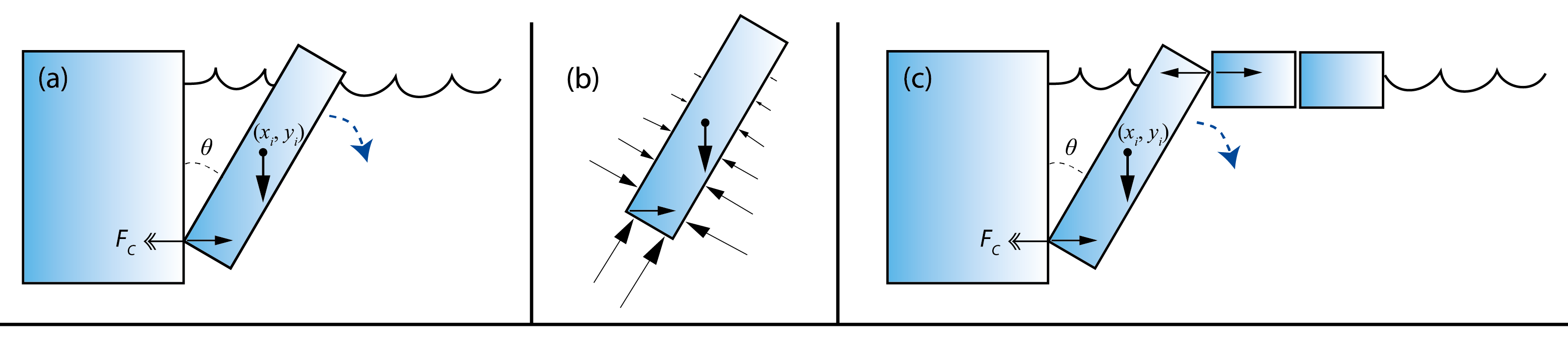
A folyamat vázlata

Nagy jéghegy szakad le és úszik be a Nares-szorosba Grönland partjainál 2010 augusztusában

A jégborjadzás a tengerbe nyúló gleccserek végeinek, illetve jégpajzsok peremeinek leszakadása. Mivel a jég fajlagos tömege csak kb. 0,9 g/cm³, a víz megemeli, a hullámzás és a tengerjárás pedig mozgatja a jégnyelvet. A jégnyelvről leszakadó és elúszó darabok a jéghegyek.